# جورج بوين (لاعب كرة قدم)
جورج بوين (بالإنجليزية: George Bowen)‏ (13 يوليو 1875 بوالسال في المملكة المتحدة - 1 يناير 1945) هو لاعب كرة قدم بريطاني (وحمل سابقاً جنسية المملكة المتحدة لبريطانيا العظمى وأيرلندا) في مركز جناح ‏. لعب مع بورت فايل ونادي ليفربول ووولفرهامبتون واندررز.